# Sherlock Holmes: Consulting Detective
Sherlock Holmes: Consulting Detective ist eine Reihe von drei Computerspielen, die ab 1991 von dem US-amerikanischen Unternehmen ICOM Simulations entwickelt wurden. Der erste Teil der Serie, der zunächst für den PC erschien, gilt als das erste interaktive Multimedia-PC-Spiel auf CD-ROM. Jeder Teil der Reihe enthält Adaptionen von drei Fällen des Brettspiels Sherlock Holmes Criminal-Cabinet

## Veröffentlichung
1991 wurde der erste Teil für Sega Mega-CD, PC Engine, CDTV, MS-DOS, Tandy Video Information System, Fujitsu FM Towns und Apple Macintosh veröffentlicht. Der zweite und dritte Teil folgten 1992 und 1993. Der Verkaufspreis lag in Deutschland anfangs bei 179 DM. 1999 gab es eine Wiederveröffentlichung des ersten Teils von Infinite Ventures für DVD-Player.
2012 bemühte sich der ehemalige ICOM-Designer David Marsh mit seiner Firma Zojoi auf der Crowdfunding-Plattform Kickstarter um die Finanzierung für eine Neuauflage der gesamten Serie aus neun Kriminalfällen für PC, Mac, iOS und Android. Das Projekt konnte die geplante Summe von $55.000 jedoch nicht erreichen. Dessen ungeachtet sind noch im gleichen Jahr die drei Fälle des ersten Teils der Serie für Apple iOS und Microsoft Windows neu erschienen. David Marsh erklärte im Anschluss, die Finanzierung sei bereits vor der Kickstarterkampagne sicher gewesen. Man habe aber Aufmerksamkeit für den neuen Release wecken wollen.

## Beschreibung
Der Spieler schlüpft in die Rolle des Detektivs Sherlock Holmes und muss pro Folge drei Kriminalfälle lösen. Anhand von Hinweisen aus den Videos und der Packung beigelegten Mini-Zeitungsseiten, muss der Spieler die Täter erkennen und anschließend den Fall vor einem Richter, durch einfaches Beantworten von Fragen, erklären.

### Sherlock Holmes: Consulting Detective
- The Mummy’s Curse

Sherlock Holmes und Doktor Watson erfahren aus der Zeitung von drei Männern, die kurz hintereinander erdrosselt aufgefunden wurden, nachdem sie zuletzt gemeinsam auf einer Expedition in Ägypten waren. An den drei Tatorten fanden sich jeweils Streifen von Mumienbinden, so dass die Times die Vermutung anstellt, eine jahrtausendalte Mumie sei ihnen bis nach London gefolgt um Rache zu nehmen. Als sich daraufhin zunehmende Hysterie entwickelt, übernehmen Holmes und Watson die Ermittlungen.
- The Tin Soldier

Ein alter General wird durch einen mysteriösen Besucher in seinem eigenen Haus ermordet. Nachdem der Besucher unmittelbar nach der Tat spurlos verschwunden zu sein scheint, untersuchen Holmes und Watson, ob die Beteiligung des Generals an einer Tontine für Veteranen, das unfertige Buch über einen verschwundenen Diamanten, an dem er zuletzt geschrieben hatte, oder ob eine zerrüttete Ehe oder ein Geheimnis aus seiner Vergangenheit eine Rolle bei diesem Verbrechen gespielt haben.
- The Mystified Murderess

Eine junge Frau wird des Mordes an ihrem Liebhaber beschuldigt, nachdem man sie in einem Hotel mit der Pistole in der Hand bei seiner Leiche gefunden hat. Sie beteuert jedoch, sie hätte die Tat nicht begangen. Sie könne sich weder an das Hotel erinnern, noch daran, wie sie in Besitz der Pistole gelangt sei. Holmes und Watson nehmen eine Spur aus der offenbar dunklen Vergangenheit des Opfers auf.

### Sherlock Holmes: Consulting Detective, Vol. II
- The Two Lions

Sherlock Holmes findet vor seiner Tür eine Nachricht, die ihn den Tod zweier Löwen näher untersuchen lässt, die Teil einer umherziehenden Tiershow gewesen sind. Zur selben Zeit hat sich auch ein mysteriöser Todesfall ereignet, der damit in Zusammenhang zu stehen scheint.
- The Pilfered Paintings

Nur wenige Tage bevor sie in einer Ausstellung erstmals der Öffentlichkeit gezeigt werden sollen, werden Gemälde eines Künstlers, der gerade erst zu Berühmtheit gelangt ist, aus der Nationalgalerie gestohlen. Die sehr ungewöhnlichen Umstände, unter denen die Galerie die Gemälde erworben hat, machen den Fall zu einem noch größeren Rätsel.
- The Murdered Munitions Magnate

Ein reicher Industrieller, Eigentümer einer Waffenfabrik, wird nicht weit von seinem Büro auf der Straße erschossen. Scotland Yard vermutet einen Raubüberfall, da Gegenstände von größerem Wert gestohlen werden, die er zur Tatzeit bei sich trug. Holmes und Watson stoßen jedoch auf ein geheimes Rüstungsprojekt, an dem seine Firma beteiligt war und vermuten dazu eine Verbindung.

### Sherlock Holmes: Consulting Detective, Vol. III
- The Solicitous Solicitor

Melvin Tuttle, ein kürzlich beförderter Rechtsanwalt stirbt plötzlich an einem Herzinfarkt. Scotland Yard vermutet jedoch, dass man ihn vergiftet hat und bittet Holmes um Unterstützung. Tuttle stand im Ruf zahlreiche Affairen gehabt zu haben, darunter auch mit der Ehefrau seines Arbeitgebers.
- The Banker’s Final Debt

Oswald Mason wird in seinem Haus durch einen Einbrecher getötet. In der Befürchtung, die Tat könnte mit seiner Arbeit im Finanzministerium zusammenhängen, bittet der Schatzkanzler Sherlock Holmes, den Fall näher zu untersuchen.
- The Thames Murders

Innerhalb kurzer Zeit werden fünf Leichen aus der Themse gezogen. Scotland Yard ist ratlos und wendet sich an Holmes und Watson, damit diese vielleicht eine Verbindung zwischen den fünf Todesfällen finden.

## Technik
Jeder der drei Teile erschien auf einer CD-ROM mit jeweils 90 Minuten Videosequenzen von echten Schauspielern in englischer Sprache in Full-Motion-Video-Technologie (FMV), die in einem großen Fenster in der Bildschirmmitte abgespielt werden können. Die Hardwareanforderungen waren verhältnismäßig gering, ein einfaches CD-ROM-Laufwerk (single-speed) genügte.
Die Grafik war für heutige Verhältnisse relativ pixelig und enthielt neben den Videos auch Grafik in der Standard-VGA-Auflösung (320 × 200 Pixel). Trotz der eingeschränkten Spielmöglichkeiten war die Serie international erfolgreich.